# دان كراري
دان كراري (بالإنجليزية: Dan Crary)‏ هو موسيقي أمريكي، ولد في 29 سبتمبر 1939 في كانساس سيتي في الولايات المتحدة.

## وصلات خارجية
- الموقع الرسمي
- دان كراري على موقع ميوزك برينز (الإنجليزية)
- دان كراري على موقع ديسكوغز (الإنجليزية)